# Carica di Krojanty
La carica di Krojanty fu eseguita dalla cavalleria polacca contro elementi di una divisione motorizzata tedesca nei pressi dell'omonimo villaggio, il primo giorno di operazioni in Polonia e inizio della seconda guerra mondiale in Europa. Pur trattandosi di uno scontro minore nel quadro complessivo della campagna, resta famoso per essere stato distorto dalla propaganda dell'Asse, allo scopo di sottolineare l'inadeguatezza delle forze armate polacche di fronte alla decantata Wehrmacht, e dell'Unione Sovietica, volta a screditare l'immagine della Polonia prebellica.

## La battaglia
Il 1º settembre 1939 le forze armate tedesche dettero avvio all'invasione della Polonia in ottemperanza alle direttive del Fall Weiß. In Pomerania le forze polacche cominciarono a ripiegare già nel pomeriggio, a causa della pericolosa penetrazione di divisioni tedesche alla base del corridoio di Danzica, alle loro spalle; per coprire il ripiegamento, dunque, furono mandati avanti svariati reggimenti di cavalleria: il 18º Reggimento Ulani di Pomerania fu schierato nella zona della cittadina di Chojnice, già investita dalle truppe tedesche, ovvero unità appartenenti al 76. Infanterie-Regiment della 20. Infanterie-Division (mot.) (tenente generale Mauritz von Wiktorin). Il comandante polacco, colonnello Kazimierz Mastalerz, individuò i soldati tedeschi nei pressi di Krojanty, villaggio 7 chilometri a nord-est di Chojnice, in marcia lungo uno dei rami della ex Ostbahn prussiana; ordinò al 1º e 2º Squadrone di attaccare, per un totale di 250 cavalieri circa: la carica colse di sorpresa i tedeschi, che si ritirarono in disordine. Lo slancio polacco fu però interrotto dall'improvvisa apparizione di mezzi corazzati tedeschi – descritti dalle fonti come autoblindo o trasporti truppe – che bersagliarono gli Ulani con il fuoco di armi automatiche. Nella confusione Mastalerz rimase ucciso e gli squadroni polacchi ripiegarono con perdite relativamente pesanti, pur essendo riusciti a ritardare l'avanzata tedesca nel settore. La carica di Krojanty fu tra le azioni d'apertura della più ampia battaglia della foresta di Tuchola.
I polacchi effettuarono svariate altre cariche di cavalleria nel settembre 1939, ma mai contro formazioni meccanizzate o singoli veicoli blindati.

## Sfruttamento mediatico
Poco dopo la conclusione della schermaglia giunsero a Krojanty corrispondenti di guerra tedeschi e italiani (tra i quali ultimi si trovava Indro Montanelli) che videro i cadaveri degli Ulani e dei cavalli vicino ad autoblindo e carri armati tedeschi parcheggiati o in marcia: ne trassero subito la conclusione che i polacchi avessero caricato con grande coraggio e inutile sacrificio i mezzi tedeschi. La notizia, pur falsa, fu subito ripresa e ingigantita dalla propaganda tedesca e apparve nel giro di poco sulla rivista militare Die Wehrmacht: la propaganda sovietica, a sua volta, accolse l'articolo acriticamente. In esso si leggeva che i polacchi, digiuni di guerra corazzata e a malapena coscienti di cosa fosse un carro armato, avevano pensato di poter respingere una divisione corazzata mediante una tradizionale carica di cavalleria; fu inferito, inoltre, che gli Ulani avevano creduto di trovarsi davanti solamente simulacri di mezzi corazzati, come quelli che la Germania aveva adoperato sin dalla fine degli anni 1920 per aggirare in qualche modo i divieti imposti dal trattato di Versailles. Dopo il 1945 e oltre il mito della "carica contro i panzer" fu mantenuto vivo dai sovietici, che avevano tutto l'interesse a screditare il ceto dirigente e militare polacco in esilio nell'ottica della guerra fredda; potevano così sottolineare l'impreparazione alla guerra della seconda Repubblica di Polonia, la responsabilità del suo governo per il disastro nazionale e accrescere il lustro dell'alleato comitato di Lublino.
Il generale Heinz Guderian, nelle proprie memorie Erinnerungen eines Soldates, riporta lo svolgimento della battaglia, in accordo però alla convinzione popolare:
(p. 73, Erinnerungen eines Soldates)
Lo storico militare Steven J. Zaloga ha proposto questa breve analisi:
(Steven J. Zaloga, Poland 1939)
Questa volontà di riscatto e di rivendicazione passò anche al cinema: nel 1959, infatti, la battaglia fu riproposta secondo questi termini epici nel film Lotna, diretto da Andrzej Wajda.